# Campeonato Paulista de Futebol de 1978
O Campeonato Paulista de Futebol de 1978 foi a 38.ª edição do campeonato organizado pela Federação Paulista de Futebol. Teve o Santos como campeão e Juary, do mesmo clube, como artilheiro, com 29 gols. Vinte equipes participaram do campeonato.
Em função da Copa do Mundo de 1978, o calendário da CBD fixou o início da competição regional para o segundo semestre do ano, sendo que o mesmo se estenderia até o primeiro semestre de 1979, tornando essa edição uma das mais longas da história desse campeonato, com três turnos, octogonais para se chegar ao campeão dos dois primeiros e um quadrangular com os melhores do terceiro turno para se definir o campeão.

## Primeiro turno
A primeira rodada do primeiro turno teve início em 20 de agosto de 1978. Houve um clássico logo nessa rodada, com o Corinthians, campeão da edição anterior, empatando com a renovada equipe do Santos.
Ao fim de dezenove rodadas, classificaram-se para o octogonal decisivo Ponte Preta e Santos, pelo Grupo A; São Paulo e Portuguesa, pelo Grupo B; Guarani e Corinthians, pelo Grupo C; e Palmeiras e XV de Jaú, pelo Grupo D.
Na final, em 26 de novembro, houve novo jogo entre Corinthians e Santos, com a equipe da capital sagrando-se campeã do primeiro turno ao derrotar o rival por 1 a 0.

### Classificação
| Grupo A |                     |    |    |    |   |    |    |    |     |
| Pos     | Time                | PG | J  | V  | E | D  | GP | GC | SG  |
| 1       | Ponte Preta         | 24 | 19 | 8  | 8 | 3  | 17 | 10 | 7   |
| 2       | Santos              | 23 | 19 | 7  | 9 | 3  | 27 | 15 | 12  |
| 3       | Paulista            | 17 | 19 | 4  | 9 | 6  | 12 | 15 | -3  |
| 4       | Noroeste            | 16 | 19 | 6  | 4 | 9  | 12 | 22 | -10 |
| 5       | Portuguesa Santista | 7  | 19 | 2  | 3 | 14 | 11 | 34 | -23 |
| Grupo B |                     |    |    |    |   |    |    |    |     |
| Pos     | Time                | PG | J  | V  | E | D  | GP | GC | SG  |
| 1       | São Paulo           | 28 | 19 | 12 | 4 | 3  | 18 | 12 | 6   |
| 2       | Portuguesa          | 19 | 19 | 6  | 7 | 6  | 27 | 28 | -1  |
| 3       | Juventus            | 17 | 19 | 7  | 3 | 9  | 32 | 33 | -1  |
| 4       | Francana            | 17 | 19 | 5  | 7 | 7  | 19 | 17 | 2   |
| 5       | XV de Piracicaba    | 16 | 19 | 4  | 8 | 7  | 15 | 19 | -4  |
| Grupo C |                     |    |    |    |   |    |    |    |     |
| Pos     | Time                | PG | J  | V  | E | D  | GP | GC | SG  |
| 1       | Guarani             | 28 | 19 | 11 | 6 | 2  | 33 | 14 | 19  |
| 2       | Corinthians         | 26 | 19 | 9  | 8 | 2  | 24 | 17 | 7   |
| 3       | Comercial           | 21 | 19 | 8  | 5 | 6  | 23 | 22 | 1   |
| 4       | São Bento           | 17 | 19 | 6  | 5 | 8  | 14 | 23 | -9  |
| 5       | Marília             | 15 | 19 | 5  | 5 | 9  | 23 | 27 | -4  |
| Grupo D |                     |    |    |    |   |    |    |    |     |
| Pos     | Time                | PG | J  | V  | E | D  | GP | GC | SG  |
| 1       | Palmeiras           | 24 | 19 | 9  | 6 | 4  | 26 | 15 | 11  |
| 2       | XV de Jaú           | 20 | 19 | 7  | 6 | 6  | 22 | 21 | 1   |
| 3       | Botafogo            | 19 | 19 | 5  | 9 | 5  | 16 | 13 | 3   |
| 4       | América             | 16 | 19 | 6  | 4 | 9  | 18 | 20 | -2  |
| 5       | Ferroviária         | 10 | 19 | 1  | 8 | 10 | 12 | 24 | -12 |

### Quartas de final
| 11 de novembro de 1978 | São Paulo | 0 – 0 (pror.) | Santos | Morumbi, São Paulo, SP                                       |
| 16 horas Histórico     |           | Ficha técnica |        | Público: 21 920 Renda: Cr$ 1 263 380 Árbitro: Oscar Scolfaro |

Na prorrogação, o empate sem gols deu a classificação ao Santos, por ter marcado mais gols na primeira fase.
| 11 de novembro de 1978 | Guarani            | 1 – 1 (pror.) | XV de Jaú         | Brinco de Ouro, Campinas, SP                                     |
| 16 horas               | Capitão 15' do 2.º | Ficha técnica | Marcão 30' do 2.º | Público: 11 647 Renda: Cr$ 324 530 Árbitro: Márcio Campos Salles |

Na prorrogação, o empate sem gols deu a classificação ao Guarani, por ter marcado mais gols na primeira fase.
| 12 de novembro de 1978 | Palmeiras | 0 – 3         | Corinthians                                                     | Morumbi, São Paulo, SP                                                     |
| 16 horas Histórico     |           | Ficha técnica | Sócrates 24' do 2.º · Sócrates 43' do 2.º · Vaguinho 45' do 2.º | Público: 94 872 Renda: Cr$ 4 003 620 Árbitro: Dulcídio Wanderley Boschilia |

| 19 de novembro de 1978 | Ponte Preta     | 1 – 0         | Portuguesa | Moisés Lucarelli, Campinas, SP                                |
| 16 horas               | Tuta 42' do 2.º | Ficha técnica |            | Público: 13 992 Renda: Cr$ 391 940 Árbitro: José Favilli Neto |

### Semifinais
| 19 de novembro de 1978 | Corinthians                                                            | 3 – 2 (pror.) | Guarani                               | Morumbi, São Paulo, SP                                             |
| 16 horas               | Sócrates 34' do 1.º · Vaguinho 4' do 2.º · Zé Maria 14' do 2.º (pror.) | Ficha técnica | Zenon 38' do 2.º · Capitão 43' do 2.º | Público: 82 419 Renda: Cr$ 3 563 420 Árbitro: Romualdo Arppi Filho |

| 22 de novembro de 1978 | Santos                 | 1 – 0         | Ponte Preta | Morumbi, São Paulo, SP                                              |
| 21 horas               | Aílton Lira 20' do 1.º | Ficha técnica |             | Público: 31 481 Renda: Cr$ 1 303 189 Árbitro: Roberto Nunes Morgado |

### Final
| 26 de novembro de 1978 | Corinthians         | 1 – 0         | Santos | Morumbi, São Paulo, SP                                                      |
| 16 horas Histórico     | Palhinha 40' do 2.º | Ficha técnica |        | Público: 120 000 Renda: Cr$ 4 660 000 Árbitro: Dulcídio Wanderley Boschilia |

## Segundo turno
O segundo turno foi iniciado no mesmo dia. Depois de dezenove rodadas, Guarani e Juventus classificaram-se pelo Grupo A; Corinthians e Botafogo, pelo grupo B; Ponte Preta e Francana, pelo Grupo C; e Santos e Ferroviária, pelo Grupo D.
A final foi entre Ponte Preta e Guarani, que empataram por 1 a 1 em 27 de junho de 1979. A Ponte Preta sagrou-se campeã do segundo turno, em função da melhor campanha.

### Classificação
| Grupo A |                     |    |    |    |   |   |    |    |     |
| Pos     | Time                | PG | J  | V  | E | D | GP | GC | SG  |
| 1       | Guarani             | 22 | 19 | 7  | 8 | 4 | 24 | 16 | 8   |
| 2       | Juventus            | 21 | 19 | 8  | 5 | 6 | 33 | 27 | 6   |
| 3       | Portuguesa Santista | 21 | 19 | 8  | 5 | 6 | 13 | 14 | -1  |
| 4       | Palmeiras           | 20 | 19 | 8  | 4 | 7 | 23 | 18 | 5   |
| 5       | Paulista            | 13 | 19 | 2  | 9 | 8 | 10 | 20 | -10 |
| Grupo B |                     |    |    |    |   |   |    |    |     |
| Pos     | Time                | PG | J  | V  | E | D | GP | GC | SG  |
| 1       | Corinthians         | 22 | 19 | 7  | 8 | 4 | 25 | 20 | 5   |
| 2       | Botafogo            | 22 | 19 | 7  | 8 | 4 | 23 | 19 | 4   |
| 3       | Comercial           | 17 | 19 | 5  | 7 | 7 | 10 | 19 | -9  |
| 4       | Noroeste            | 15 | 19 | 4  | 7 | 8 | 13 | 22 | -9  |
| 5       | América             | 15 | 19 | 3  | 9 | 7 | 19 | 29 | -10 |
| Grupo C |                     |    |    |    |   |   |    |    |     |
| Pos     | Time                | PG | J  | V  | E | D | GP | GC | SG  |
| 1       | Ponte Preta         | 29 | 19 | 12 | 5 | 2 | 39 | 16 | 23  |
| 2       | Francana            | 19 | 19 | 5  | 9 | 5 | 22 | 27 | -5  |
| 3       | São Paulo           | 16 | 19 | 6  | 4 | 9 | 24 | 27 | -3  |
| 4       | Marília             | 16 | 19 | 4  | 8 | 7 | 22 | 27 | -5  |
| 5       | São Bento           | 15 | 19 | 5  | 5 | 9 | 24 | 30 | -6  |
| Grupo D |                     |    |    |    |   |   |    |    |     |
| Pos     | Time                | PG | J  | V  | E | D | GP | GC | SG  |
| 1       | Santos              | 24 | 19 | 10 | 4 | 5 | 25 | 15 | 10  |
| 2       | Ferroviária         | 22 | 19 | 7  | 8 | 4 | 18 | 14 | 4   |
| 3       | XV de Piracicaba    | 20 | 19 | 6  | 8 | 5 | 16 | 16 | 0   |
| 4       | XV de Jaú           | 16 | 19 | 6  | 4 | 9 | 18 | 19 | -1  |
| 5       | Portuguesa          | 15 | 19 | 5  | 5 | 9 | 19 | 24 | -5  |

### Quartas de final
| 8 de abril de 1979 | Ponte Preta                                               | 3 – 0         | Ferroviária | Moisés Lucarelli, Campinas, SP                                   |
| 16 horas           | Dicá 20' do 1.º · Osvaldo 44' do 1.º · Osvaldo 11' do 2.º | Ficha técnica |             | Público: 16 213 Renda: Cr$ 456 090 Árbitro: José de Assis Aragão |

| 14 de abril de 1979 | Santos                                       | 2 – 1         | Associação Atlética Francana | Morumbi, São Paulo, SP                   |
| 21 horas            | Zé Roberto 28' do 1.º · João Paulo 4' do 2.º | Ficha técnica | Alcino 9' do 2.º             | Renda: Cr$ 914 040 Árbitro: Almir Laguna |

| 21 de abril de 1979 | Guarani                                  | 2 – 1         | Botafogo              | Brinco de Ouro, Campinas, SP                                             |
| 16 horas            | Careca 13' do 1.º · Zé Carlos 36' do 2.º | Ficha técnica | Osmarzinho 26' do 1.º | Público: 13 856 Renda: Cr$ 385 980 Árbitro: Dulcídio Wanderley Boschilia |

| 22 de abril de 1979 | Corinthians | 0 – 1 (pror.) | Juventus                   | Morumbi, São Paulo, SP                                             |
| 16 horas            |             | Ficha técnica | Ataliba 13' do 1.º (pror.) | Público: 70 410 Renda: Cr$ 3 078 090 Árbitro: Romualdo Arppi Filho |

### Semifinais
| 19 de abril de 1979 | Ponte Preta                                       | 2 – 1 (pror.) | Santos               | Morumbi, São Paulo, SP                                          |
| 21 horas            | Lúcio 4' do 1.º · Jorge Campos 11' do 2.º (pror.) | Ficha técnica | Claudinho 24' do 2.º | Público: 51 312 Renda: Cr$ 2 092 980 Árbitro: José Favilli Neto |

| 25 de abril de 1979 | Guarani                | 2 – 0         | Juventus | Pacaembu, São Paulo, SP                                           |
| 21 horas            | Aílton Lira 20' do 1.º | Ficha técnica |          | Público: 20 026 Renda: Cr$ 634 530 Árbitro: Roberto Nunes Morgado |

### Final
| 27 de junho de 1979 | Ponte Preta        | 1 – 1 (pror.) | Guarani         | Moisés Lucarelli, Campinas, SP                                           |
| Histórico           | Osvaldo 29' do 1.º | Ficha técnica | Zenon 4' do 2.º | Público: 12 281 Renda: Cr$ 446 960 Árbitro: Dulcídio Wanderley Boschilia |

Na prorrogação, o empate sem gols deu o título à Ponte Preta, por ter marcado mais gols na primeira fase.

## Terceiro turno
Somando-se os pontos do primeiro e segundo turnos, foram definidas as equipes que disputariam um terceiro turno. O Corinthians, campeão do primeiro turno, tinha a vaga garantida, mas o campeão do segundo turno ainda não tinha sido definido, porque o Guarani, um dos finalistas, disputava ao mesmo tempo a Libertadores e não tinha datas para fazer a final com a Ponte Preta. A Macaca, então, propôs ficar com a cabeça-de-chave de um dos grupos, reservada ao campeão do segundo turno, e a proposta foi aceita — os dois clubes campineiros tinham vaga garantida, independentemente de ganhar o segundo turno, pelo índice técnico. Também entraram pelo índice técnico Santos, São Paulo e Palmeiras. O Paulista, campeão do Torneio Incentivo, e o Juventus, vice-campeão, também tinham vagas garantidas, porém o clube de Jundiaí perdeu a sua por ter ficado na penúltima colocação, e o Botafogo, como quinto colocado pelo índice técnico, entrou em seu lugar. Portuguesa, com o melhor ataque entre os times restantes, e Francana, com a melhor renda entre os times restantes, completaram os dez clubes do terceiro turno. A Portuguesa Santista foi rebaixada de maneira direta. O Paulista disputou uma melhor-de-quatro-pontos com o Velo Clube e foi confirmado como a segunda equipe rebaixada.
| Soma do primeiro e segundo turnos |                     |    |    |    |    |    |    |    |     |                                                        |
| Pos                               | Time                | PG | J  | V  | E  | D  | GP | GC | SG  | Observação                                             |
| 1                                 | Ponte Preta         | 53 | 38 | 20 | 13 | 5  | 56 | 26 | 30  | índice técnico*                                        |
| 2                                 | Guarani             | 50 | 38 | 18 | 14 | 6  | 57 | 30 | 27  | índice técnico*                                        |
| 3                                 | Corinthians         | 48 | 38 | 16 | 16 | 6  | 49 | 37 | 12  | campeão do primeiro turno                              |
| 4                                 | Santos              | 47 | 38 | 17 | 13 | 8  | 52 | 30 | 22  | índice técnico                                         |
| 5                                 | São Paulo           | 44 | 38 | 18 | 8  | 12 | 42 | 39 | 3   | índice técnico                                         |
| 6                                 | Palmeiras           | 44 | 38 | 17 | 10 | 11 | 49 | 33 | 16  | índice técnico                                         |
| 7                                 | Botafogo            | 41 | 38 | 12 | 17 | 9  | 39 | 32 | 7   | índice técnico                                         |
| 8                                 | Juventus            | 38 | 38 | 15 | 8  | 15 | 65 | 60 | 5   | vice-campeão do torneio incentivo                      |
| 9                                 | Comercial           | 38 | 38 | 13 | 12 | 13 | 33 | 41 | -8  |                                                        |
| 10                                | XV de Jaú           | 36 | 38 | 13 | 10 | 15 | 40 | 40 | 0   |                                                        |
| 11                                | Francana            | 36 | 38 | 10 | 16 | 12 | 41 | 44 | -3  | melhor renda                                           |
| 12                                | XV de Piracicaba    | 36 | 38 | 10 | 16 | 12 | 31 | 35 | -4  |                                                        |
| 13                                | Portuguesa          | 34 | 38 | 11 | 12 | 15 | 46 | 52 | -6  | melhor ataque                                          |
| 14                                | Ferroviária         | 32 | 38 | 8  | 16 | 14 | 30 | 38 | -8  |                                                        |
| 15                                | Marília             | 31 | 38 | 9  | 13 | 16 | 45 | 54 | -9  |                                                        |
| 16                                | São Bento           | 32 | 38 | 11 | 10 | 17 | 39 | 53 | -14 |                                                        |
| 17                                | América             | 31 | 38 | 9  | 13 | 16 | 27 | 49 | -22 |                                                        |
| 18                                | Noroeste            | 31 | 38 | 10 | 11 | 17 | 25 | 44 | -19 |                                                        |
| 19                                | Paulista            | 30 | 38 | 6  | 18 | 14 | 22 | 36 | -14 | playoff contra o vice-campeão da Divisão Intermediária |
| 20                                | Portuguesa Santista | 28 | 38 | 10 | 8  | 20 | 24 | 48 | -24 | rebaixado                                              |

*Guarani e Ponte Preta ainda não tinham decidido o segundo turno.
Os clubes que disputaram o terceiro turno foram divididos em grupos para efeito de classificação, porém todos jogaram contra todos em jogos de ida. Ao fim das nove rodadas, Guarani e São Paulo classificaram-se no Grupo A, enquanto Palmeiras e Santos ficaram com as vagas do Grupo B.
| Grupo A |             |    |   |   |   |   |    |    |     |
| Pos     | Time        | PG | J | V | E | D | GP | GC | SG  |
| 1       | Guarani     | 13 | 9 | 5 | 3 | 1 | 19 | 7  | 12  |
| 2       | São Paulo   | 13 | 9 | 4 | 5 | 0 | 14 | 6  | 8   |
| 3       | Corinthians | 12 | 9 | 5 | 2 | 2 | 16 | 11 | 5   |
| 4       | Francana    | 5  | 9 | 1 | 3 | 5 | 9  | 14 | -5  |
| 5       | Botafogo    | 2  | 9 | 1 | 0 | 8 | 7  | 24 | -17 |
| Grupo B |             |    |   |   |   |   |    |    |     |
| Pos     | Time        | PG | J | V | E | D | GP | GC | SG  |
| 1       | Palmeiras   | 14 | 9 | 6 | 2 | 1 | 17 | 6  | 11  |
| 2       | Santos      | 10 | 9 | 5 | 0 | 4 | 18 | 9  | 9   |
| 3       | Ponte Preta | 10 | 9 | 4 | 2 | 3 | 11 | 10 | 1   |
| 4       | Juventus    | 9  | 9 | 3 | 3 | 3 | 11 | 16 | -5  |
| 5       | Portuguesa  | 2  | 9 | 0 | 2 | 7 | 3  | 22 | -19 |

## Semifinais
| 16 de junho de 1979 | Santos                                                      | 3 – 1         | Guarani          | Morumbi, São Paulo, SP                                    |
| 16 horas            | João Paulo 13' do 1.º · Juary 24' do 1.º · Juary 36' do 2.º | Ficha técnica | Zenon 19' do 2.º | Público: 41 250 Renda: Cr$ 1 983 340 Árbitro: Hélio Cosso |

Guarani — Neneca; Mauro Cabeção, Gomes, Édson e Odair; Zé Carlos, Renato e Zenon; Capitão, Careca (João Carlos) e Bozó. Técnico: Carlos Alberto Silva.
Santos — Flávio; Nélson, Joãozinho, Antônio Carlos e Gilberto Sorriso; Zé Carlos, Toninho Vieira e Pita; Claudinho (Célio), Juary e João Paulo. Técnico: Chico Formiga.
| 17 de junho de 1979 | Palmeiras | 0 – 1 (pror.) | São Paulo                           | Morumbi, São Paulo, SP                                             |
| 16 horas Histórico  |           | Ficha técnica | Serginho Chulapa 13' do 2.º (pror.) | Público: 112 016 Renda: Cr$ 5 704 160 Árbitro: João Leopoldo Ayeta |

Palmeiras — Gilmar; Rosemiro (Sotter), Marinho Peres, Beto Fuscão e Pedrinho; Pires, Ivo e Jorge Mendonça; Amilton Rocha (Zé Maria), Toninho e Baroninho. Técnico: Telê Santana.
São Paulo — Waldir Peres; Getúlio, Marião, Bezerra e Aírton; Chicão, Teodoro (Muricy) e Darío Pereyra (Vílson Taddei); Edu Bala, Serginho Chulapa e Zé Sérgio. Técnico: Rubens Minelli.

## Finais
| 20 de junho de 1979 | Santos                            | 2 – 1         | São Paulo                   | Morumbi, São Paulo, SP                                            |
| 21 horas Histórico  | Juary 25' do 1.º · Pita 7' do 2.º | Ficha técnica | Serginho Chulapa 18' do 1.º | Público: 81 788 Renda: Cr$ 5 941 170 Árbitro: João Leopoldo Ayeta |

Santos — Flávio; Nélson, Joãozinho, Antônio Carlos e Gilberto Sorriso; Zé Carlos, Toninho Vieira e Pita; Claudinho, Juary e João Paulo. Técnico: Chico Formiga.
São Paulo — Waldir Peres; Getúlio, Marião, Tecão e Aírton; Chicão, Teodoro (Vílson Taddei) e Darío Pereyra; Edu Bala, Serginho Chulapa e Zé Sérgio. Técnico: Rubens Minelli.
| 24 de junho de 1979 | Santos           | 1 – 1         | São Paulo            | Morumbi, São Paulo, SP                                              |
| 16 horas Histórico  | Célio 42' do 1.º | Ficha técnica | Zé Sérgio 44' do 2.º | Público: 107 485 Renda: Cr$ 7 074 560 Árbitro: Márcio Campos Salles |

Santos — Flávio; Nélson, Joãozinho, Antônio Carlos e Gilberto Sorriso; Toninho Vieira, Rubens Feijão e Pita; Claudinho, Juary e Célio. Técnico: Chico Formiga.
São Paulo — Waldir Peres; Getúlio, Marião (Bezerra), Tecão e Aírton; Chicão, Vílson Taddei (Neca) e Darío Pereyra; Edu Bala, Serginho Chulapa e Zé Sérgio. Técnico: Rubens Minelli.
| 28 de junho de 1979 | Santos | 0 – 2 (0 – 0 pror.) | São Paulo                                | Morumbi, São Paulo, SP                                            |
| 21 horas Histórico  |        | Ficha técnica       | Zé Sérgio 27' do 1.º · Getúlio 6' do 2.º | Público: 74 535 Renda: Cr$ 5 568 670 Árbitro: João Leopoldo Ayeta |

Santos — Flávio; Nélson, Antônio Carlos, Luís Antônio Neto (Fernando) e Gilberto Sorriso; Zé Carlos, Toninho Vieira e Pita (Rubens Feijão); Nílton Batata, Juary e Claudinho. Técnico: Chico Formiga.
São Paulo — Waldir Peres; Getúlio, Tecão, Bezerra e Aírton; Chicão, Darío Pereyra (Vílson Taddei) e Viana (Edu Bala); Zé Sérgio, Muricy e Neca. Técnico: Rubens Minelli.
O Santos detinha a vantagem do empate na prorrogação por ter marcado mais gols na terceira fase e sagrou-se campeão.
| Campeão Paulista de 1978 |
| ------------------------ |
| SANTOS (14º título)      |